# ویتالی میناکوف
ویتالی میناکوف (روسی: Виталий Викторович Минаков؛ زادهٔ ۶ فوریهٔ ۱۹۸۵) ورزشکار هنرهای رزمی ترکیبی و جودوکار اهل روسیه است. وی از سال ۲۰۱۰ میلادی تاکنون مشغول فعالیت بوده‌است.